# Roelinksbeek

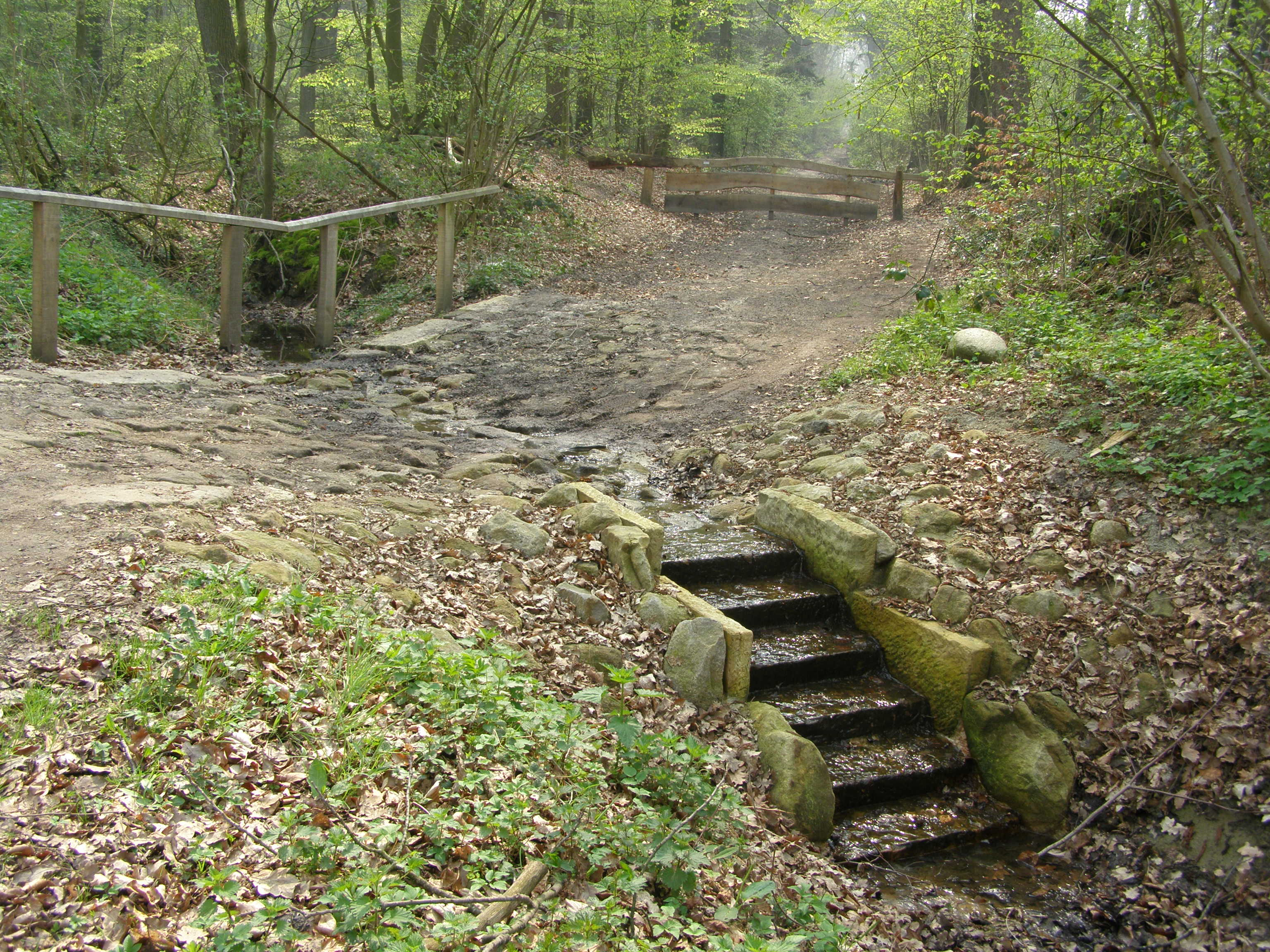
Roelinksbeek bij de Paasberg

De Roelinksbeek is een beek in noord-oost Twente, die ontspringt op de westelijke flanken van de Hakenberg en de Paasberg. De beek stroomt vanaf de Paasberg in noordwestelijke richting door het Rooderveld langs havezate Het Everloo en de buurtschap Volthe naar de onderleider van het Kanaal Almelo-Nordhorn ten westen van het Schuivenhuisje. Ten noorden van het kanaal komt de beek samen met de Voltherbeek en heet vandaar af Tilligterbeek.
De Linderbeek, die iets noordelijker vanaf de Hakenberg stroomt, kwam oorspronkelijk in het Roelinksveld uit in de Roelinkbeek. Bij de ruilverkaveling Beneden Dinkel werd de loop van deze beek afgebogen naar het noorden en komt deze nu uit in de Voltherbeek.